# Фёдоров, Алексей Григорьевич
Алексей Григорьевич Фёдоров (10 марта 1911 года,  Казань,  Российская империя — после 1985 года,  СССР) — советский военачальник, военный лётчик, историк, мемуарист, полковник (12.04.1942), доктор исторических наук.

## Биография
Родился 10 марта 1911 года в городе Казань, ныне в  Российской Федерации. Русский. Умер 29 июля 1990 г. в Москве.
До службы в армии работал на военном заводе № 40 имени Ленина в городе Казань, С 8 июля по 12 декабря 1929 года учился в Объединенной военной авиашколе летчиков и техников в городе Вольск, затем был направлен на военный завод № 42 в городе Куйбышев. В мае 1930 года поступил в Московскую горную академию им. И. В. Сталина. Член ВКП(б) с 1930 года.
1 июня 1931 года по мобилизации ВКП(б) направлен в Ленинградскую военно-теоретическую школу ВВС РККА, после прохождения теоретического курса в июле 1932 года переведен в Военную школу морских летчиков и летчиков-наблюдателей им. И. В. Сталина в город Ейск. 15 декабря 1933 года окончил последнюю и был назначен младшим летчиком в 124-ю авиаэскадрилию 106-й авиабригады ВВС ЧФ. С августа 1935 года служил младшим летчиком в 36-м отдельном авиационно-химическом отряде ВВС ПриВО. 19 сентября 1936 года уволен из РККА.
Работал инструктором-летчиком в Центральном совете Осоавиахима СССР в Москве, с сентября 1937 года — на авиазаводе № 22 в городе Казань. С 14 декабря 1937 года по 16 февраля 1938 года — пилот в Московском авиаотряде особого назначения Полярной авиации, затем командовал авиаотрядом  в объединении «Союзникельоловоразведка». С передачей отряда в ведение Главсевморпути Фёдоров изъявил желание вновь поступить на военную службу.
16 августа 1938 года был определен в кадры РККА и назначен командиром отряда Эскадрильи особого назначения при Управлении ВВС РККА. Летом 1939 года эскадрилья совершила перелет на Дальний Восток по маршруту Москва — Энгельс — Чкалов — Челябинск — Омск — Новосибирск — Белая — Домна — Чита. В период боев на реке Халхин-Гол воевал в составе 100-й авиабригады в должности инспектора-летчика 54-го скоростного бомбардировочного авиаполка. В ходе Советско-финляндской войны капитан Фёдоров был командирован на Северо-Западный фронт, затем назначается в 55-ю скоростную бомбардировочную авиабригаду. С 7 января 1940 года в должности инспектора по технике пилотирования 58-го скоростного бомбардировочного авиаполка ВВС 7-й армии участвовал в боях на Карельском перешейке. Лично совершил 34 боевых вылета по ж.-д. узлам, промышленным центрам и военно-промышленным объектам Лаппеенранта, Симола, Выборг и по переднему краю противника, за боевые отличия награжден орденом Красного Знамени.
в апреле 1940 года Фёдоров был назначен командиром звена в Научно-испытательный институт Главного управления ВВС РККА. С июля 1940 года назначен помощником командира и врид командира 134-го скоростного бомбардировочного авиаполка ВВС МВО. С 20 февраля 1941 года находился на учебе в Военной академии командного и штурманского состава ВВС Красной армии.

### Великая Отечественная война
В конце июля 1941 года майор Фёдоров  был выпущен с курсов и назначен командиром группы особого назначения ВВС МВО. С сентября по декабрь командовал особой авиагруппой 81-й авиадивизии ДД. С 25 декабря 1941 года вступил в командование 9-м отдельным ближнебомбардировочным авиаполком, выполнявшим задания Главного командования по разведке, обеспечению десантных операций в тылу противника, сопровождению особо важных правительственных самолетов. Кроме того, полк осуществлял обеспечение передислокации («лидирование») истребительных и штурмовых полков к линии фронта (всего было «отлидировано» 187 авиаполков).
В декабре 1942 года принял командование 39-м ближнебомбардировочным авиаполком 202-й бомбардировочной авиадивизии, прибывшей после переформирования из МВО на Юго-Западный фронт. В составе 3-го смешанного авиакорпуса 17-й воздушной армии дивизия вела боевую работу с аэродромов Таловое, Калач, Беловодск, наносила бомбовые удары по ж.-д. составам, станциям Валуйки, Россошь, Мальчевская, Чеботовка, Купянск (узловая), Миллерово и Лихая, по аэродрому Старобельск, колоннам пехоты и танков на дорогах Старобельск — Ново-Псков, Миллерово — Верхний Таловый. В конце февраля 1943 года 202-я бомбардировочная авиадивизия осуществляла поддержку подвижной группы генерал-лейтенанта М. М. Попова при действиях в районе Красноармейское, Славянск. В марте полк был переформирован в 39-й отдельный разведывательный с подчинением разведотделу штаба Юго-Западного фронта. До сентября летчики полка совершили более 760 боевых вылетов на разведку. Основная цель их — определение группировок и маневр оперативными резервами противника в Донбассе. Все поставленные перед полком задачи были успешно выполнены.
В сентябре 1943 года полковник  Фёдоров был переведен заместителем командира 241-й бомбардировочной авиадивизии, входившей в состав 3-го бомбардировочного авиакорпуса 16-й воздушной армии Центрального, с 20 октября — Белорусского, а с 24 февраля 1944 года — 1-го Белорусского фронтов. Ее части принимали участие в битве за Днепр, Гомельско-Речицкой, Рогачевско-Жлобинской и Белорусской наступательных операциях, в освобождении городов Калинковичи, Рогачёв, Бобруйск. За успешные действия в Гомельско-Речицкой операции она удостоена наименования «Речицкая». С 25 сентября 1944 года полковник  Фёдоров был допущен к  командованию этой дивизией. В том же 1944 году он лично совершил 8 боевых вылетов на самолете Пе-2 на бомбардировку войск и объектов противника и 34 — против банд «бандеровцев» и «бульбовцев» на Западной Украине (на разведку и наведение отрядов 271-го стрелкового полка НКВД). На заключительном этапе войны в 1945 года успешно управлял боевой работой дивизии в Варшавско-Познанской, Восточно-Померанской и Берлинской наступательных операциях. Все поставленные задачи дивизия успешно выполнила, за что была награждена орденом Кутузова 2-й степени.
За время войны комдив Фёдоров был два раза персонально упомянут в благодарственных в приказах Верховного Главнокомандующего.

### Послевоенное время
21 ноября 1946 года полковник Фёдоров был уволен в запас по болезни. В апреле 1949 года он вновь был определён в кадры ВС СССР и назначен начальником отдела боевой подготовки — заместителем начальника штаба Управления ВВС МВО. С декабря исполнял должность начальника отдела боевой подготовки Управления 30-й воздушной армии ПрибВО. В апреле 1951 года назначен старшим преподавателем военной кафедры Московского авиационного института им. С. Орджоникидзе. Решением Совета Военно-политической академии им. В. И. Ленина от 22 октября 1953 года ему была присуждена ученая степень кандидата исторических наук, а 12 декабря — ученое звание доцента по кафедре «Военная подготовка».
27 июля 1959 года полковник Фёдоров уволен в запас.
В дальнейшем — профессор, доктор исторических наук (1973, диссертация «Опыт боевого применения авиации в битве под Москвой и его значение для дальнейшего развития оперативного искусства и тактики ВВС»), работал по подготовке инженерно-технических кадров и одновременно продолжал разрабатывать историческую тему, отражающую героическое участие советской авиации в Великой Отечественной войне. Автор многих книг.

## Награды
- три ордена Красного Знамени (21.03.1940[4], 24.02.1942[5], 1952[6])
- орден Суворова II степени (29.05.1945)[7]
- орден Кутузова II степени (06.04.1945)[4]
- орден Александра Невского (30.04.1943)[8]
- два ордена Отечественной войны I степени (29.07.1944[9], 06.11.1985[10])
- два ордена Красной Звезды (25.03.1942[11], 1947[6])

медали в том числе:
- - За боевые заслуги»  (03.11.1944)[6]
  - «За оборону Москвы» (1944)[4]
  - «За оборону Сталинграда» (1942)[4]
  - «За победу над Германией в Великой Отечественной войне 1941—1945 гг.» (1945)
  - «За взятие Берлина»
  - «За освобождение Варшавы»
  - «Ветеран Вооружённых Сил СССР»
- знак «50 лет пребывания в КПСС»

Приказы (благодарности) Верховного Главнокомандующего в которых отмечен А. Г. Фёдоров.
- За овладение крупнейшим промышленным центром Польши городом Лодзь и городами Кутно, Томашув (Томашов), Гостынин и Ленчица – важными узлами коммуникаций и опорными пунктами обороны немцев. 19 января 1945 года. № 233.
- За овладение штурмом городом и крепостью Кистжинь (Кюстрин) — важным узлом путей сообщения и мощным опорным пунктом обороны немцев на реке Одер, прикрывающим подступы к Берлину. 12 марта 1945 года. № 300.

Других государств
- орден (ПНР)
- Медаль «За Варшаву 1939—1945» (ПНР)

## Основные работы
- До последнего старта. — М.: Воениздат, 1965.
- Плата за счастье. — М.: Молодая гвардия, 1963.
- Ветрам навстречу. — М.: ДОСААФ. 1968.
- Дорогами мужества. — М.: Воениздат, 1968.
- Из племени отважных. О Герое Советского Союза командире эскадрильи бомбардировщиков П. А. Дельцове. — М.: Воениздат, 1971.
- Судьбою стало небо. — М.: Московский рабочий. 1972.
- Авиация в битве под Москвой. — М.: Наука, 1975 (в сер. «Вторая мировая война в исследованиях, воспоминаниях, документах»).
- Иду в пике. — М.: Молодая гвардия. 1976.
- В небе — «петляковы». — М.: ДОСААФ. 1976.
- Фёдоров А. Г. Лётчики на защите Москвы / отв. ред. А. Д. Колесник. — М.: Наука, 1979. — 192 с. — (Страницы истории нашей Родины). — 100 000 экз.
- Любимец полка. — М.: Воениздат, 1981.
- В небе — пикировщики! — М.: ДОСААФ. 1986.